# Quinzala
Quinzala é uma vila angolana que se localiza na província de Uíge, pertencente ao município de Bungo.